# Reservation Road
Reservation Road (Brasil: Traídos pelo Destino / Portugal: A Estrada da Reserva[carece de fontes?]) é um filme de drama estadunidense de 2007 dirigido por Terry George e baseado no livro de mesmo título de John Burnham Schwartz, que, junto com George, adaptou o romance para o roteiro. O filme, estrelado por Joaquin Phoenix e Mark Ruffalo, lida com as consequências de um trágico acidente de carro. Foi lançado nos cinemas em 19 de outubro de 2007.

## Sinopse
Um professor universitário perde o filho de dez anos em um atropelamento. Inconformado, ele busca o responsável, que nem sequer prestou socorro no momento do acidente.

## Elenco
- Joaquin Phoenix ... Ethan Learner
- Mark Ruffalo ... Dwight Arno
- Jennifer Connelly ... Grace Learner
- Mira Sorvino ... Ruth Wheldon
- Elle Fanning ... Emma Learner
- Eddie Alderson ... Lucas Arno
- Sean Curley ... Josh Learner

## Produção

### Filmagens
O filme foi rodado em Stamford, Connecticut, com início no final de outubro de 2006, com a cena de abertura em Cove Island Park. Partes do filme também foram filmados no Lake Compounce Amusement Park, em Bristol, Connecticut, e o Olde Blue Bird Inn & Gas Station e ao lado do campo de basebol em Easton, Connecticut. Gravações de Martha Vineyard são usados no trailer e filme.[carece de fontes?]

## Recepção

### Crítica
No agregador de críticas dos Estados Unidos, o Rotten Tomatoes, na pontuação onde a equipe do site categoriza as opiniões da  grande mídia e da mídia independente apenas como positivas ou negativas, o filme tem um índice de aprovação de 38% calculado com base em 112 comentários dos críticos. Por comparação, com as mesmas opiniões sendo calculadas usando uma média aritmética ponderada, a nota alcançada é 5.23/10 que é seguida do consenso: "Embora as performances sejam boas, Reservation Road rapidamente adota um tom excessivamente piegas junto com reviravoltas altamente improváveis". 
Em outro agregador de críticas também dos Estados Unidos, o Metacritic, que calcula as notas das opiniões usando somente uma média aritmética ponderada de determinados veículos de comunicação em maior parte da grande mídia, o filme tem 28 avaliações da imprensa anexadas no site e uma pontuação de 46 entre 100, com a indicação de "revisões mistas ou neutras".

### Bilheteria
Reservation Road arrecadou um total de $36,269 em seu primeiro fim de semana. Ele acabou fazendo $121,994 nos Estados Unidos, e terminou com um bruto mundial de $1,783,190.